# Dlouhý lov

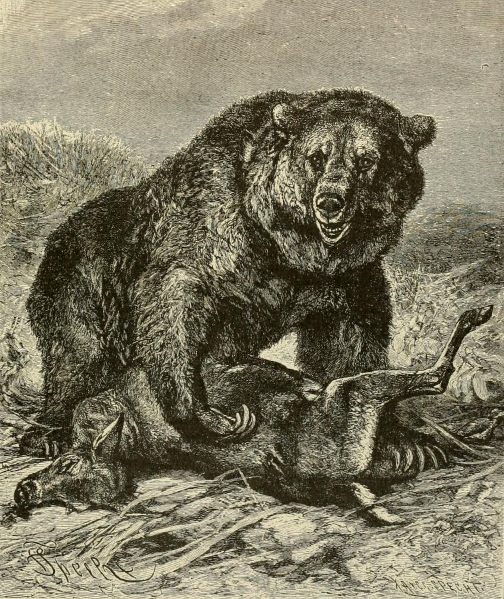
Medvěd grizzly

Dlouhý lov (1966, La longue chasse) je  dobrodružný westernový román pro mládež, který napsal francouzský spisovatel Pierre Pelot. 

## Obsah románu
Hlavní postavou příběhu, odehrávajícího se roku 1829, je dřevorubec Zakyr Olk, žijící se svou rodinou ve srubu v osadě South Easter v Ohiu. Jednoho dne však obrovitý medvěd grizzly, přezdívaný Devilpaw (Ďáblova tlapa), zabije jeho ženu Tiu i jeho otce Jedediáše a samotnému Zakyrovi přerazí nohu. Zakyr od té chvíle žije jen pomstou. Chce medvěda najít a zabít. Odejde proto do nedaleké osady Ohio Spring a pokouší se zde sehnat společníky pro svůj velký lov, dokonce nabízí za zabití medvěda tisíc dolarů. Nikdo se však nechce lovu zúčastnit, protože o síle Devilpawa, kterého se bojí i Indiáni, kolují neuvěřitelné pověsti.
Nakonec se mu přihlásí čtyři muži, z nichž každý se na výpravu vydává ze svých vlastních osobních pohnutek. Corrado Rocknel, profesionální hráč, jde po Zakyrových penězích, traper Malkija, zvaný Starý řečník, se rozhodne využít Zakyrova hněvu a dopadnout s ním medvěda, se kterým jíž dlouho měří své síly. Doprovází je dva traperovi indiánští přátelé, němý Algonkin Miši a Ah-ža-di-Atsi-Laku (Zabíječ ryb) z kmene Čerokíů. Především Zabíječ ryb Zakyra nenávidí, protože jeho otec patřil k mužům, kteří po krvavých střetnutích vyhnali indiánovy předky z jejich lesů, přičemž ušetřili jen ženy a děti.
Když je přepadne vlčí smečka, rozhodne se Corrado využít toho, že ostatní se snaží vlky odrazit, a chce ukrást Zakyrovi peníze, protože se naivně domnívá, že je má sebou. Nakonec dojde k přestřelce, při které Zakyrovi zachrání život muž jménem Zach Čibuk, který jede za výpravou, aby se k ní připojil, protože chce lovem na medvěda překonat svůj strach z divokých zvířat, který mu zabránil pomoci příteli, když byl jimi napaden. 
Corradovi se podaří uprchnou a přitom zastřelí Mišiho. Je však vystopován skupinou Čipevajů, kteří jej zabijí. Zakyrovi a ostatním se podaří Čipevajům zmizet. Když pak Devilapawa vystopují, Zach se na něho vrhne s dýkou. Překoná svůj strach, ale medvěd jej usmrtí. Rovněž zraní Zabíječe ryb i Malkiju. Zakyrovi se však podaří medvěda sekerou zabít. Zabíječ ryb, který byl rozhodnut Zakyra zabít, už ví, že to neudělá, protože Zakyr zvítězil nad Devilpawem a zachránil Malkiju.

## Česká vydání
- Dlouhý lov, Albatros, Praha 1990, přeložil Gustav Francl.